# Julia Batelaan
Julia Batelaan (1 november 1996) is een Nederlandse actrice. Ze kreeg bij het grote publiek vooral naamsbekendheid door haar rol als Amy Kortenaer in de soap Goede tijden, slechte tijden die ze vertolkte in de jaren 2007, 2010 en 2012.

## Loopbaan
Batelaan volgde havo aan het Ashram College in Alphen aan den Rijn en meldde zich vervolgens aan bij de Film Actors Academy and Masterclasses (FAAAM) in Amsterdam.
Ze was in 2007 enkele afleveringen te zien als Amy Kortenaer in de soap Goede tijden, slechte tijden. In het voorjaar van 2010 werd ze teruggevraagd voor de rol van Amy in deze serie. De televisieserie had de wet overtreden doordat Batelaan te veel uren had gewerkt voor haar leeftijd en de rol van Amy werd tijdelijk door Naomi van Es overgenomen. In 2012 keerde Batelaan wederom terug in de serie om later dat jaar weer uit de serie te vertrekken. Haar rol van Amy keerde in 2016 weer terug in Goede tijden, slechte tijden maar dit keer was het personage verouderd en wordt nu vertolkt door Holly Mae Brood.
Batelaan vertolkte in 2017 de hoofdrol van Molly in de gelijknamige film Molly, de film ging in Amsterdam in première tijdens het Imagine Filmfestival.

## Filmografie
| Film als actrice      | Film als actrice              | Film als actrice      | Film als actrice   |
| Jaar                  | Productie                     | Rol                   | Opmerking          |
| --------------------- | ----------------------------- | --------------------- | ------------------ |
| 2009                  | Anubis en de wraak van Arghus | pestendkind           | Bijrol             |
| 2012                  | Magistratus: Overtura         | Colinda               | Hoofdrol           |
| 2015                  | Visions                       | Sam Cassidy           | Hoofdrol           |
| 2017                  | Molly                         | Molly                 | Hoofdrol           |
| 2018                  | Macho                         | Melanie               | Korte film         |
| 2020                  | Kill Mode                     | Molly                 | Hoofdrol           |
| 2024                  | Loverboy: Emoties uit         | Naomi                 | Hoofdrol           |
| 2024                  | Psychonaut                    | Max                   | Hoofdrol           |
| Televisie als actrice |                               |                       |                    |
| Jaar                  | Productie                     | Rol                   | Opmerking          |
| 2007,2010, 2012       | Goede tijden, slechte tijden  | Amy Kortenaer         | Bijrol             |
| 2014                  | Divorce                       | klasgenootje 1        | Afl. 2.10          |
| 2017                  | Flikken Rotterdam             | Annemarie van de Berg | Afl. "Vlogger"     |
| 2017-2018             | De Spa                        | Eef                   | Vaste rol          |
| 2018                  | Schuldig of niet              | Sara                  | Afl. "De inbreker" |